# Municipio de North Rich
El municipio de North Rich (en inglés: North Rich Township) es un municipio ubicado en el condado de Anderson en el estado estadounidense de Kansas. En el año 2010 tenía una población de 107 habitantes y una densidad poblacional de 1,73 personas por km².

## Geografía
El municipio de North Rich se encuentra ubicado en las coordenadas 38°7′58″N 95°8′16″O / 38.13278, -95.13778. Según la Oficina del Censo de los Estados Unidos, el municipio tiene una superficie total de 61.95 km², de la cual 61,73 km² corresponden a tierra firme y (0,36 %) 0,22 km² es agua.

## Demografía
Según el censo de 2010, había 107 personas residiendo en el municipio de North Rich. La densidad de población era de 1,73 hab./km². De los 107 habitantes, el municipio de North Rich estaba compuesto por el 96,26 % blancos, el 1,87 % eran afroamericanos, el 0,93 % eran amerindios y el 0,93 % eran de una mezcla de razas. Del total de la población el 0 % eran hispanos o latinos de cualquier raza.